# Umm el-Marra
Umm el-Marra (en árabe: أم المرى‎) es un yacimiento arqueológico donde se encuentra una de las ciudades más antiguas de Oriente próximo; situada al noroeste de Ebla y al oriente de la actual ciudad de Alepo, en un paisaje históricamente más fértil que el actual.[cita requerida]
Es posible que se trate de la ciudad de Tuba mencionada en las inscripciones egipcias que enumeran las ciudades que fueron derrotadas o destruidas en la campaña del faraón Tutmosis III en el norte de Siria. La ciudad de Tuba también se menciona en los restos epigráficos de Ebla, Mari y Alalaj.[cita requerida]

## Excavaciones
El yacimiento abarca 25 hectáreas y estaba rodeado por una muralla con tres puertas y un foso defensivo. La excavación de Umm el-Marra comenzó a finales de 1970 y principios 1980 con sondeos realizados por un equipo belga dirigido por Roland Tefnin.
Desde 1994 hasta 2010, un equipo arqueológico de la Universidad Johns Hopkins en conjunto con la Universidad de Ámsterdam trabajó en Umm el-Marra.

## Historia
La primera fase de ocupación significativa de Umm el-Marra se extendió aproximadamente entre el 2700 a. C. y el 2000 a. C. Al principio de este período, la región tenía un clima más húmedo que el actual y era un centro urbano con una población de entre 3000 y 5000 habitantes. [cita requerida]
Se han desenterrado viviendas de la época y una tumba perteneciente a un grupo de élite, que ha sido fechada alrededor del 2300 a. C. Se trata de un mausoleo compuesto por ocho cuerpos, originalmente enterrados en ataúdes de madera y envueltos en telas. [cita requerida]
Se han identificado tres niveles de entierros lo que, se teoriza, indica una continuidad familiar y un culto a los antepasados. El más destacable es el que se ubica sobre los otros, formado por dos individuos enterrados con objetos ricos en oro, plata y lapislázuli; a diferencia de los otros dos niveles de que son menos ostentosos. [cita requerida]
Durante las excavaciones de una tumba se descubrieron cilindros de barro de pocos centímetros de largo con lo que parecen inscripciones alfabéticas. Las inscripciones datan de alrededor del 2400 a. C., lo que significa que son anteriores a cualquier otra inscripción alfabética conocida en cerca de 500 años.
Umm el-Marra experimentó un abandono parcial alrededor del año 2000 a. C. quizás debido a la desecación del clima de la región, antes de ser reocupada durante la fase de la Edad del Bronce Medio (al menos a partir del 1800 a. C.), como lo demuestran varias residencias de este período. [cita requerida]
La ciudad vivió un renacimiento y pasó a estar bajo el control de los amorreos. En esa época se convirtió en una capital regional sujeta al Gran Reino de Yamjad, cuyo centro era Alepo. [cita requerida]Se realizaron una serie de obras públicas que incluyeron la construcción de una muralla de adobe, así como la reconstrucción de la muralla del sitio. [cita requerida]. La última fase notable de ocupación del sitio es la de la Edad del Bronce Final (1600-1200 a. C.), durante las sucesivas dominaciones de los Mitani y los hititas en Siria. De esta época se han excavado algunas residencias con objetos de lujo, en particular jarrones de cerámica vidriada. [cita requerida]